# Nicolae Dică
Nicolae Constantin Dică (Pitești, Romania, 9 de maig de 1980) és un exfutbolista romanès que va aconseguir els seus millors èxits amb l'Steaua Bucarest de Romania. Sempre va portar el dorsal número 10.

## Palmarès

### FC Steaua de Bucarest
- 2 Lligues romaneses (2004, 2005)
- 1 Copes romaneses (2011)

### CFR Cluj
- 1 Lligues romaneses (2010)
- 1 Copes romaneses (2010)